# Marwan al-Shehhi
Marwan Yousef al-Shehhi (arabe : مروان الشحي), né le 9 mai 1978 à Ras el Khaïmah aux Émirats arabes unis et mort le 11 septembre 2001 à New York, est un membre d'Al-Qaïda et l'un des pirates de l'air du vol 175 United Airlines, qui a été détourné pour s'écraser dans la deuxième tour du World Trade Center dans le cadre des attentats du 11 septembre 2001.

## Attentats du 11 septembre 2001
Le 11 septembre, il embarqua à bord du vol 175 United Airlines et s'assit en siège 6C. Une demi-heure après le décollage, il participa au détournement de l'avion. Il avertit les passagers qu'il y avait une bombe à bord et prit les commandes de l'avion, qui s'écrasa contre la tour sud du World Trade Center à 9 h 03.